# Bangladesh
Bangladesh (bengală: বাংলাদেশ [ˈbaŋlad̪eʃ] Bangladesh, numit oficial Republica Populară Bangladesh, limba bengaleză: গণপ্রজাতন্ত্রী বাংলাদেশ Gônoprojatontri Bangladesh) este o țară situată în Asia de Sud. Acesta este învecinat cu India aproape în întregime cu excepția părții de sud-est unde este învecinat cu statul Birmania, iar în partea de sud fiind învecinat cu Golful Bengal. Datorită unificării cu statul indian Bengalul de Vest a fost creată o regiune numită Bengal. Bangladesh înseamnă în limba bengali "Statul Bengal".
Granițele regiunii care au format Bangladesh-ul de astăzi au fost stabilite în 1947 în contextul divizării Indiei; teritoriul a devenit partea de est a noului dominion Pakistan, care avea să devină stat independent. Unificarea cu Pakistan s-a făcut în baza faptului că ambele erau teritorii predominant musulmane ale fostei Indii Britanice. Bangladesh-ul s-a separat de Pakistan în 1971.

## Istorie

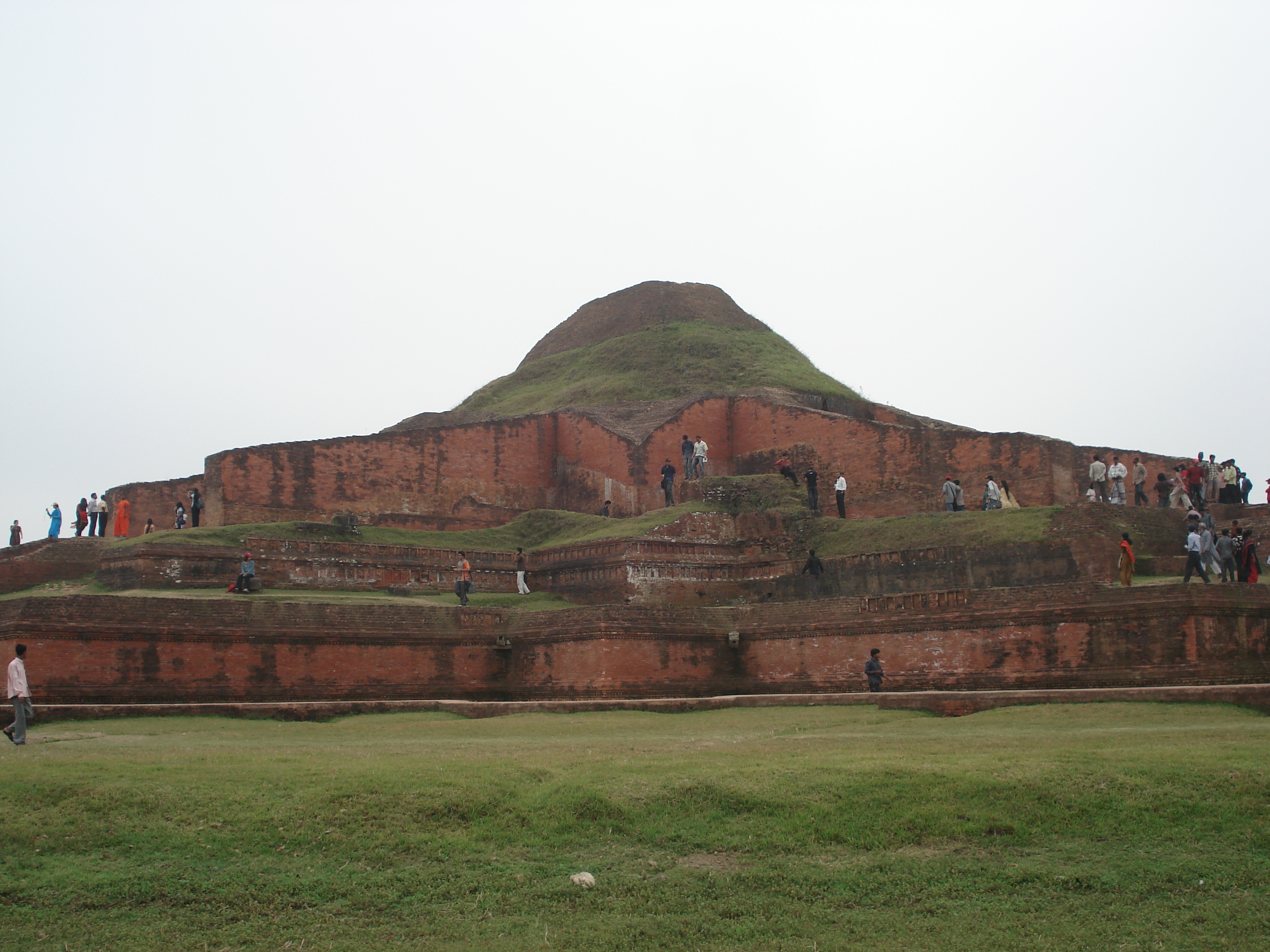
Somapura Mahavihara în Paharpur, Bangladesh, este cel mai mare templu budist din subcontinentul indian

Teritoriul de azi al Bangladeshului a făcut parte, succesiv, din Imperiul Gupta (secolele V-IV î.Hr.) și Maurya (secolele IV-III î.Hr.), din Imperiul Marilor Moguli (secolele XVII-XVIII) și din colonia britanică India (secolele XVIII-XX). În august 1947 a fost proclamată independența statului Pakistan, format din două provincii aflate la 1700 kilometri distanță una de alta, ambele având o populație preponderent musulmană: Pakistanul de Vest și Pakistanul de Est (actualul Bangladesh). Contradicțiile economice, politice, etnice, culturale și religioase despart cele două provincii. În 1949, șeicul Mujibur Rahman formează Liga Awami care se pronunță pentru autonomia Pakistanului de Est. După victoria în alegeri (1970) a partidului Liga Awami în Pakistanul de Est, acesta își proclamă independența (martie 1971). Trupele pakistaneze încearcă să înăbușe mișcarea de independență. În condițiile războiului civil și, apoi, ale războiului indo-pakistanez, Pakistanul de Est devine stat independent (16 decembrie 1972) luând numele de Bangladesh (recunoscut de Pakistan în 1974). În februarie 1975, constituția este modificată; partidele politice sunt desființate, constituindu-se partidul unic, de guvernământ al cărui conducător, Mujibur Rahman, devine președintele republicii. În august 1975, o lovitură de stat îl înlătură pe Mujibur Rahman (care este asasinat) și inaugurează o perioadă de instabilitate politică internă. La 24 martie 1982, puterea este preluată de generalul H. M. Ershad, administrator-șef al legii marțiale și apoi președinte al statului (1988-1990).

## Politică
Bangladesh este o republică cu o singură cameră legislativă, șeful statului fiind președintele, iar cel al guvernului premierul. Reprezentarea Republicii Populare Bangladesh în România este asigurată de Ambasada Republicii Populare Bangladesh la București.

## Geografie
Relieful Bangladesh-ului este format din câmpii, cel mai înalt punct fiind de numai 305 m deasupra nivelului mării. Câmpiile sunt în special aluvionare, fiind străbătute de numeroase râuri. În Bangladesh se află și Delta Gange-Brahmaputra, iar principalele fluvii sunt Gange și Brahmaputra (cunoscut de localnici ca Jamuna), formând prin unirea lor râul Padma.

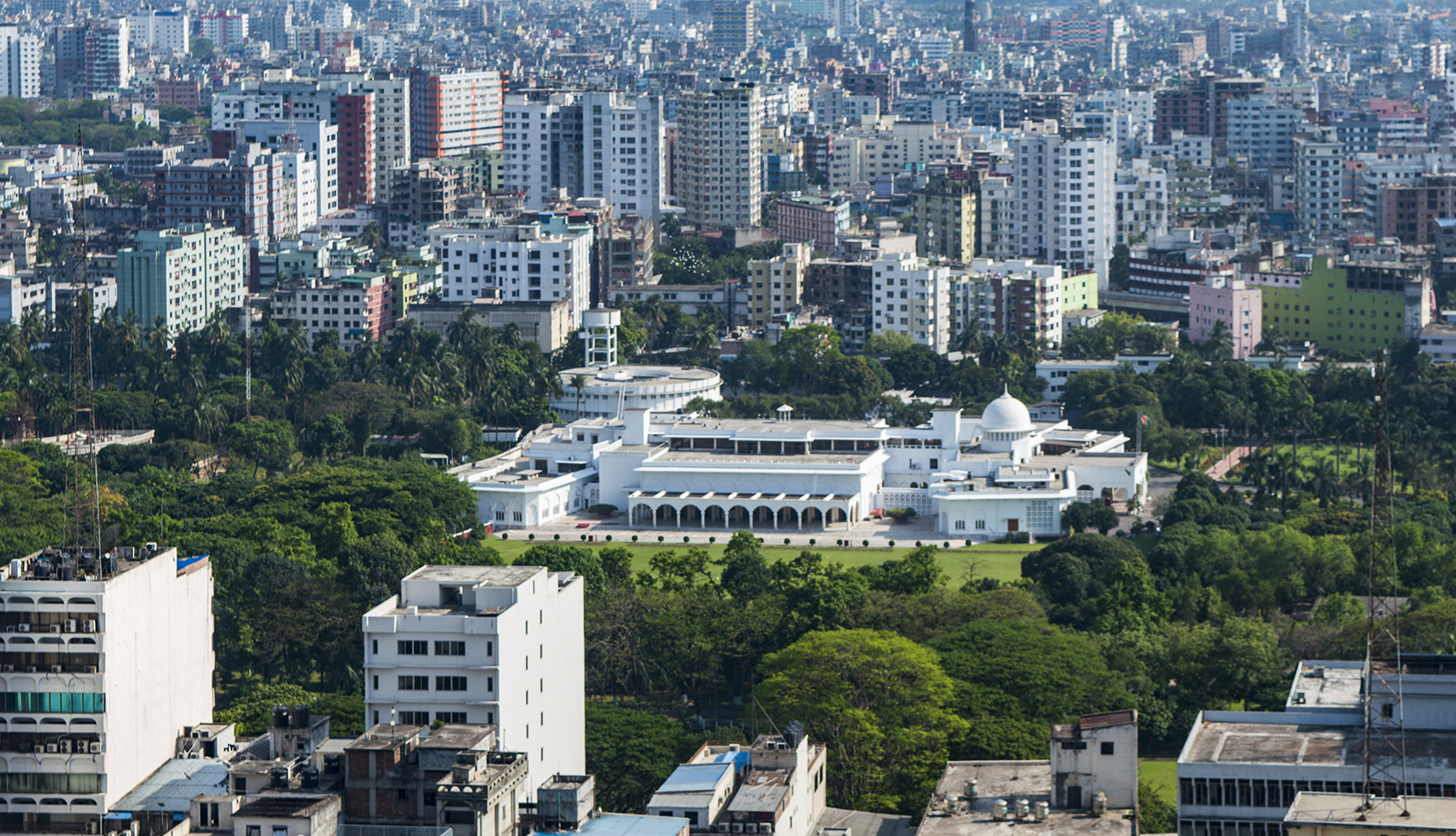
Bangabhaban

### Particularitate
La 12-13 noiembrie 1970 Bangladesh a fost lovit de un ciclon tropical care a dus la moartea a cca un milion de oameni. Acest ciclon este considerat ca fiind cel mai distrugător sub raportul pierderilor de vieți omenești.

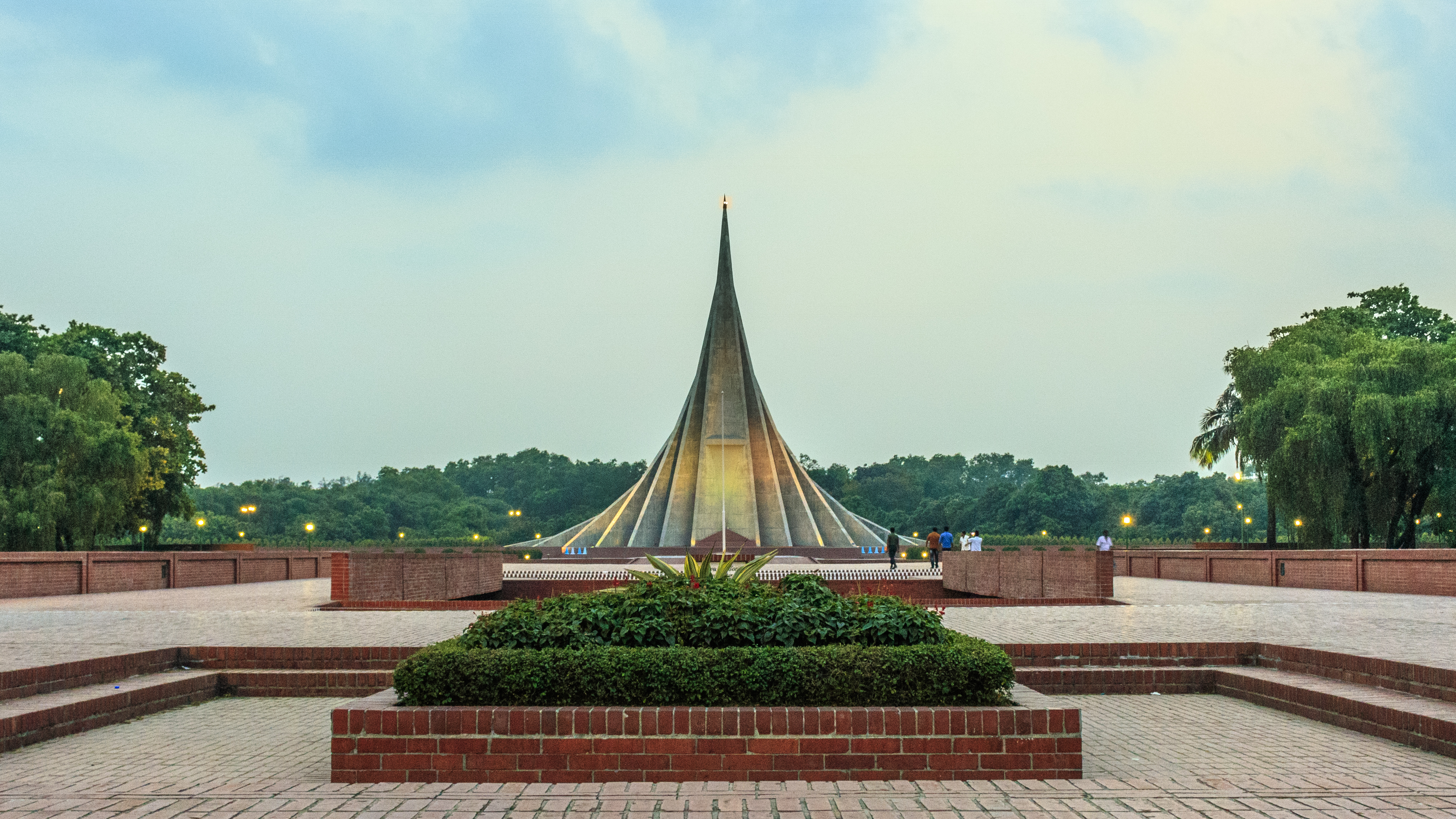
Monumentul războinicilor care au murit pentru independență

## Economie
Deși este o țară preponderent agrară, Bangladesh nu reușește să producă strictul necesar de hrană pentru întreaga populație, din cauza ploilor musonice ce distrug recoltele și provoacă inundații.

## Demografie

Limbile vorbite în Bangladesh

Populația Bangladesh-ului este de peste 158.000.000 de locuitori și este majoritar formată din bengalezi. Limba oficială este bengali. Religia cea mai răspândită este Islam-ul, urmat de Hinduism.